# Juan Fernández de Bobadilla y Gradi
Juan Fernández de Bobadilla y Gradi (San Sebastián, España - Cartago, Costa Rica, 28 de enero de 1781) fue un militar español, gobernador de la provincia de Costa Rica de 1773 a 1778 y gobernador interino de la misma provincia de 1780 a 1781.

## Datos familiares
Fue hijo de Juan Manuel Fernández de Bobadilla y García, natural de Alfaro, Logroño, gobernador del castillo del Condestable en Gerona, y Margarita de Gradi y Echániz, natural de San Sebastián, quienes casaron en San Sebastián el 25 de abril de 1712. Fue bautizado con el nombre de Juan Manuel. Hermana suya fue doña  Francisca  Xaviera  Fernández  de  Bobadilla  y Gradi,  bautizada  en San Sebastián, parroquia de Santa María, el 23 de marzo de 1722, que testó en Madrid el 26 de octubre de 1790, ante Antonio Calvo de Barrionuevo. Había casado  en  Gerona,  en  la  parroquia  de  Santa  Susana  del  Mercadal, el  15 de octubre de 1744, con D. Juan Antonio Ayanz de Ureta y Beltrán de Gayarre, brigadier de los Reales Ejércitos, capitán gobernador de la Isla de Cuba, caballero de la Orden de Carlos III, natural del palacio de Ureta y allí bautizado en 9 de noviembre de 1711.
Casó con Florentina de Aragón y Bobadilla, natural de Écija, España, fallecida en Cartago, Costa Rica, el 30 de octubre de 1804.

## Carrera
Fue militar y llegó a alcanzar el grado de teniente coronel. Fue gobernador del Darién, cargo que ejerció hasta 1773.

## Gobernador de Costa Rica
El 9 de setiembre de 1771 el rey Carlos III lo nombró gobernador de Costa Rica, en reemplazo del teniente coronel José Joaquín de Nava y Cabezudo. Tomó posesión el 14 de junio de 1773.
En 1774 hubo una plaga de langosta en Costa Rica. 
En mayo de 1775 hizo seguir una interesante información sobre Talamanca, y en setiembre dio cuenta a la Real Audiencia de Guatemala del resultado de su visita a los pueblos de indios. En diciembre quedó abierto un nuevo camino al oeste del río Grande de Tárcoles.
El 28 de mayo de 1777 ordenó a los tenientes de Villa Nueva (San José), Villa Vieja (Heredia) y Esparza para que los que hubieran trasladado sus casas a los campos las fabricaran de nuevo en las poblaciones. Los vecinos de La Lajuela y Las Ciruelas expresaron al gobernador que habían pedido a Guatemala que se les permitiera erigir un oratorio y le pidieron que suspendiera la orden de trasladarse a Villa Vieja, a lo cual accedió el gobernador. El oratorio fue erigido en ayuda de parroquia en 1782 y dio origen a la actual población de Alajuela.
En cumplimiento de una orden del rey Carlos III, la Audiencia de Guatemala ordenó al gobernador que fuera devuelto a España don José Joaquín de Nava y Cabezudo, que había abandonado a su familia y estaba viviendo en Cartago con su amante Joaquina López del Corral y Arburola. En abril de 1778, en cumplimiento de esta orden, Fernández de Bobadilla embargó los bienes de Nava y le ordenó ponerse en camino. Nava se excusó por enfermedad y se le concedió una prórroga, hasta que se le obligó a salir de Cartago el 21 de mayo. Sin embargo, al pasar por el pueblo de Tres Ríos se asiló en la iglesia, de la cual no salió hasta el 11 de junio. En esa fecha salió voluntariamente de su asilo y a causa de su enfermedad, Fernández de Bobadilla le permitió que se quedara en Barva mientras se curaba y dio cuenta a la Audiencia. Antes de que el asunto se resolviera, llegó a Cartago el nuevo gobernador José Perié y Barrios. y Fernández de Bobadilla le entregó el poder el 25 de junio de 1778.

## Gobernador interino de Costa Rica
La Real Audiencia de Guatemala lo nombró gobernador interino de Costa Rica el 7 de agosto de 1780, por haber sido suspendido el gobernador Perié y Barrios. El 28 de agosto, el Ayuntamiento de Cartago, integrado por don Luis Arnesto de Troya, don Antonio de la Fuente y Mendaña, don Tomás López del Corral y Arburola, don Juan Francisco de Bonilla y Morales y don José García, escribió al presidente de la Audiencia ofreciéndole la remisión de un interrogatorio para la averiguación de los ultrajes que supuestamente le había hecho sufrir Perié y Barrios. 
Murió en el ejercicio del cargo el 28 de enero de 1781. Por su fallecimiento se hizo cargo del mando político de Costa Rica el capitán Francisco Carazo y Soto Barahona.